# La violó, la mató, la picó
La violó, la mató, la picó es un disco de estudio de la banda de rock venezolana Dermis Tatú, lanzado en 1995. El disco fue grabado en los Estudios Móvil de Buenos Aires, Argentina en 1993.

## Lista de canciones
1. El Chillido de los Taxis
2. Zorra
3. El Hoyo
4. Sordera
5. Error Por Cometer
6. Asco
7. Corazón Gris
8. Ausencia
9. Terrenal
10. H
11. Despistado (Bonus Track)

## Formación
- Cayayo Troconis (voz y guitarra)
- Héctor Castillo (bajo y coros)
- Sebastián Araujo (batería)

Músicos invitados
- Pablo Sbaraglia (Piano, Hammond Coros)
- Willy Crook, (saxofón)
- Jorge "La Bruja" Suárez (armónica)
- Tweety González (Sintetizadores, Teclado)